# Pieter Willem Botha
Pieter Willem Botha, DMS (afrikaans kiejtése: [ˈpitər ˈvələm ˈbuəta]; Paul Roux, 1916. január 12. – Wilderness, 2006. október 31.), közismert nevén "P. W. Botha", beceneve afrikaans nyelven Die Groot Krokodil (A nagy krokodil), dél-afrikai politikus volt. 1978 és 1984 között Dél-Afrika utolsó miniszterelnöke, 1984 és 1989 között Dél-Afrika első, nem csak ceremoniális hatalommal rendelkező államelnöke volt.
1948-ban választották be először  a parlamentbe, akkoriban Botha a fekete többségi uralom és a nemzetközi kommunizmus nyílt ellenfele volt. Később azonban, kormányzása alatt engedményeket tett a politikai reformok irányába. Botha 1989 februárjában mondott le a kormányzó Nemzeti Párt (NP) vezetői posztjáról, miután agyvérzést kapott, és hat hónappal később  kénytelen volt elhagyni az államelnöki posztot is.
F. W. de Klerk 1992-es apartheid népszavazásán Botha a nem szavazat mellett kampányolt, és felelőtlennek ítélte De Klerk kormányát, amiért megnyitotta az utat a feketék többségi uralma előtt.